# Tandrano
Tandrano is een plaats en commune in het zuiden van Madagaskar, behorend tot het district Ankazoabo, dat gelegen is in de regio Atsimo-Andrefana. Tijdens een volkstelling in 2001 telde de plaats 8.679 inwoners.
De plaats biedt alleen lager onderwijs aan. 52% van de bevolking werkt als landbouwer, 45% houdt zich bezig met veeteelt en 2% verdient zijn brood als visser. Het belangrijkste landbouwproduct is rijst; andere belangrijke producten zijn mais en maniok. Verder is 1% actief in de dienstensector.